# Nascar Winston Cup Series 1996

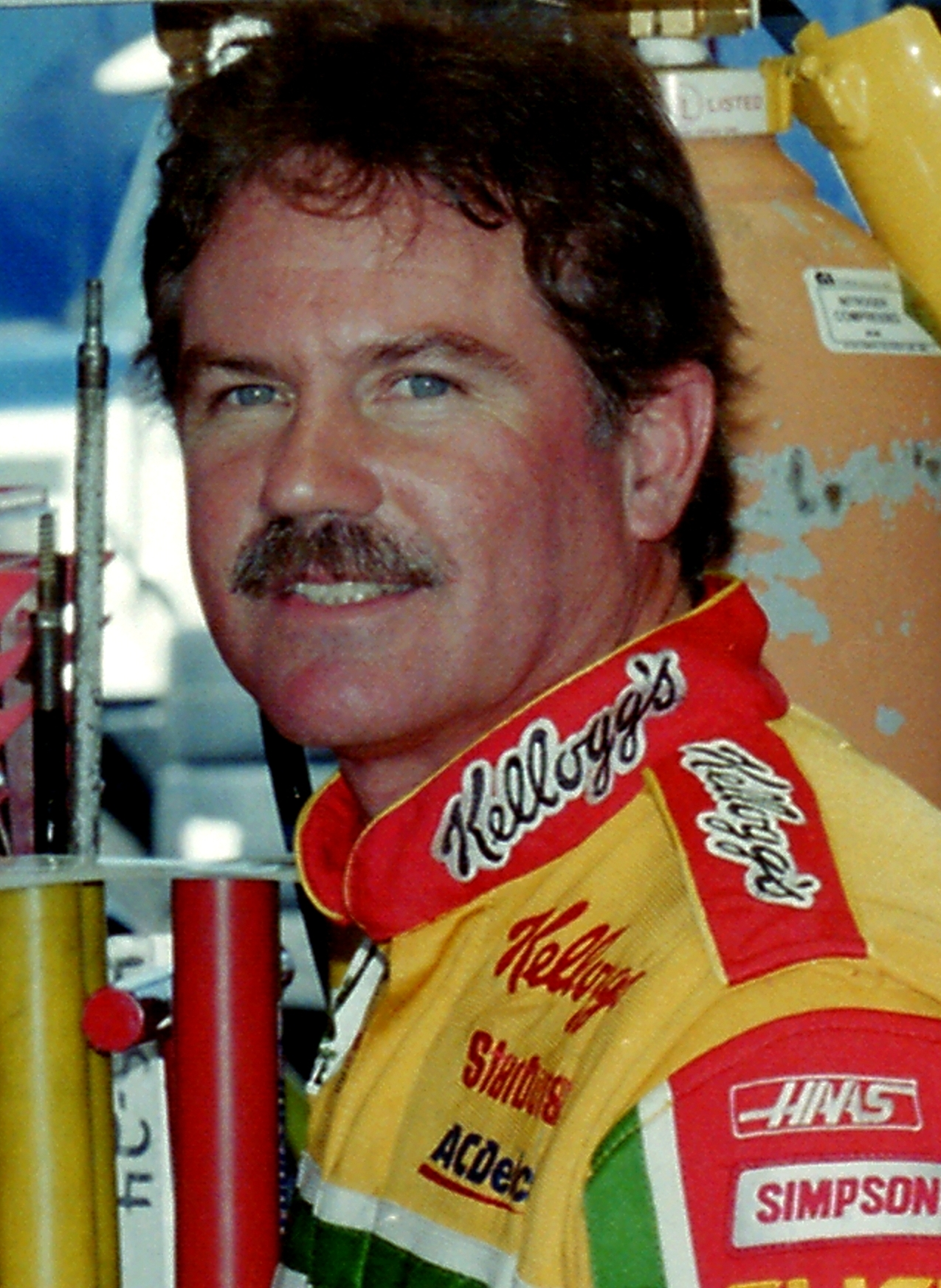
Terry Labonte vann förarmästerskapet. (Bild från 1997.)

Nascar Winston Cup Series 1996 var den 48:e upplagan av den främsta divisionen av professionell stockcarracing i USA sanktionerad av National Association for Stock Car Auto Racing. 
Säsongen som bestod av 31 race startade på Daytona International Speedway med uppvisningsloppen Busch Clash 11 februari och Gatorade Twin 125 Qualifiers 15 februari, vilket även var slutkval till den 38:e upplagan av Daytona 500. Ordinarie säsong avslutades 12 november på Atlanta Motor Speedway med NAPA 500. 24 november kördes ett uppvisningslopp på Suzuka Circuit i Japan. Mästerskapsserien vanns av Terry Labonte, vilket var hans andra och sista titel. Han hade tidigare vunnit serien 1984. Chevrolet som bilmärke dominerade serien med 26 segrar, uppvisningslopp exkluderat. Chevrolet som bilmärke tog 17 segrar och vann märkesmästerskapet med tio poäng före Ford med 13 segrar.

## Tävlingskalender
| Nr | Officiellt namn               | Bana                                                        | Datum        |
| -- | ----------------------------- | ----------------------------------------------------------- | ------------ |
| U  | Busch Clash                   | Daytona International Speedway, Daytona Beach, Florida      | 11 februari  |
| KV | Gatorade Twin 125 Qualifiers  | Daytona International Speedway, Daytona Beach, Florida      | 15 februari  |
| 1  | Daytona 500                   | Daytona International Speedway, Daytona Beach, Florida      | 18 februari  |
| 2  | Goodwrench Service 400        | North Carolina Motor Speedway, Rockingham, North Carolina   | 25 februari  |
| 3  | Pontiac Excitement 400        | Richmond International Raceway, Richmond, Virginia          | 3 mars       |
| 4  | Purolator 500                 | Atlanta Motor Speedway, Hampton, Georgia                    | 10 mars      |
| 5  | Transouth Financial 400       | Darlington Raceway, Darlington, South Carolina              | 24 mars      |
| 6  | Food City 500                 | Bristol International Raceway, Bristol, Tennessee           | 31 mars      |
| 7  | First Union 400               | North Wilkesboro Speedway, North Wilkesboro, North Carolina | 14 april     |
| 8  | Goody's Headache Powder 500   | Martinsville Speedway, Ridgeway, Virginia                   | 21 april     |
| 9  | Winston Select 500            | Talladega Superspeedway, Talladega, Alabama                 | 28 april     |
| 10 | Save Mart Supermarkets 300    | Sears Point Raceway, Sonoma, Kalifornien                    | 5 maj        |
| U  | Winston Open                  | Charlotte Motor Speedway, Concord, North Carolina           | 20 maj       |
| U  | The Winston                   | Charlotte Motor Speedway, Concord, North Carolina           | 20 maj       |
| 11 | Coca-Cola 600                 | Charlotte Motor Speedway, Concord, North Carolina           | 26 maj       |
| 12 | Miller 500                    | Dover Downs International Speedway, Dover, Delaware         | 2 juni       |
| 13 | UAW-GM Teamwork 500           | Pocono International Raceway, Long Pond, Pennsylvania       | 16 juni      |
| 14 | Miller 400                    | Michigan International Speedway, Brooklyn, Michigan         | 23 juni      |
| 15 | Pepsi 400                     | Daytona International Speedway, Daytona Beach, Florida      | 6 juli       |
| 16 | Jiffy Lube 300                | New Hampshire International Speedway, Loudon, New Hampshire | 14 juli      |
| 17 | Miller 500                    | Pocono International Raceway, Long Pond, Pennsylvania       | 21 juli      |
| 18 | Diehard 500                   | Talladega Superspeedway, Talladega, Alabama                 | 28 juli      |
| 19 | Brickyard 400                 | Indianapolis Motor Speedway, Speedway, Indiana              | 3 augusti    |
| 20 | The Bud at The Glen           | Watkins Glen International, Watkins Glen, New York          | 11 augusti   |
| 21 | GM Goodwrench Dealer 400      | Michigan International Speedway, Brooklyn, Michigan         | 18 augusti   |
| 22 | Goody's Headache Powder 500   | Bristol International Raceway, Bristol, Tennessee           | 24 augusti   |
| 23 | Mountain Dew Southern 500     | Darlington Raceway, Darlington, South Carolina              | 1 september  |
| 24 | Miller 400                    | Richmond International Raceway, Richmond, Virginia          | 7 september  |
| 25 | MBNA 500                      | Dover Downs International Speedway, Dover, Delaware         | 15 september |
| 26 | Hanes 500                     | Martinsville Speedway, Ridgeway, Virginia                   | 22 september |
| 27 | Tyson Holly Farms 400         | North Wilkesboro Speedway, North Wilkesboro, North Carolina | 29 september |
| 28 | UAW-GM Quality 500            | Charlotte Motor Speedway, Concord, North Carolina           | 6 oktober    |
| 29 | AC Delco 500                  | North Carolina Motor Speedway, Rockingham, North Carolina   | 20 oktober   |
| 30 | Dura Lube 500                 | Phoenix International Raceway, Phoenix, Arizona             | 27 oktober   |
| 31 | NAPA 500                      | Atlanta Motor Speedway, Hampton, Georgia                    | 10 november  |
| U  | Nascar Suzuka Thunder Special | Suzuka Circuit, Suzuka, Japan                               | 24 november  |

## Resultat
| Nr | Tävling                     | Pole position     | Flest ledda varv  | Vinnare         | Team                         | Konstruktör | Rapport |
| -- | --------------------------- | ----------------- | ----------------- | --------------- | ---------------------------- | ----------- | ------- |
| U  | Busch Clash                 | Rick Mast         | Sterling Marlin   | Dale Jarrett    | Yates Racing                 | Ford        | Rapport |
| KV | Gatorade Twin 125 #1        | Dale Earnhardt    | Sterling Marlin   | Dale Earnhardt  | Richard Childress Racing     | Chevrolet   | Rapport |
| KV | Gatorade Twin 125 #2        | Ernie Irvan       | Ernie Irvan       | Ernie Irvan     | Yates Racing                 | Ford        | Rapport |
| 1  | Daytona 500                 | Dale Earnhardt    | Terry Labonte     | Dale Jarrett    | Yates Racing                 | Ford        | Rapport |
| 2  | Goodwrench Service 400      | Terry Labonte     | Terry Labonte     | Dale Earnhardt  | Richard Childress Racing     | Chevrolet   | Rapport |
| 3  | Pontiac Excitement 400      | Terry Labonte     | Bobby Hamilton    | Jeff Gordon     | Hendrick Motorsports         | Chevrolet   | Rapport |
| 4  | Purolator 500               | Johnny Benson Jr. | Dale Earnhardt    | Dale Earnhardt  | Richard Childress Racing     | Chevrolet   | Rapport |
| 5  | Transouth Financial 400     | Ward Burton       | Jeff Gordon       | Jeff Gordon     | Hendrick Motorsports         | Chevrolet   | Rapport |
| 6  | Food City 500               | Mark Martin       | Jeff Gordon       | Jeff Gordon     | Hendrick Motorsports         | Chevrolet   | Rapport |
| 7  | First Union 400             | Terry Labonte     | Terry Labonte     | Terry Labonte   | Hendrick Motorsports         | Chevrolet   | Rapport |
| 8  | Goody's Headache Powder 500 | Ricky Craven      | Jeff Gordon       | Rusty Wallace   | Penske Racing South          | Ford        | Rapport |
| 9  | Winston Select 500          | Ernie Irvan       | Sterling Marlin   | Sterling Marlin | Morgan-McClure Motorsports   | Chevrolet   | Rapport |
| 10 | Save Mart Supermarkets 300  | Terry Labonte     | Rusty Wallace     | Rusty Wallace   | Penske Racing South          | Ford        | Rapport |
| U  | Winston Open                | Lake Speed        | Lake Speed        | Jimmy Spencer   | Carter-Haas Motorsports      | Ford        | Rapport |
| U  | The Winston Select          | Jeff Gordon       | Terry Labonte     | Michael Waltrip | Wood Brothers Racing         | Ford        | Rapport |
| 11 | Coca-Cola 600               | Jeff Gordon       | Dale Jarrett      | Dale Jarrett    | Yates Racing                 | Ford        | Rapport |
| 12 | Miller 500                  | Jeff Gordon       | Jeff Gordon       | Jeff Gordon     | Hendrick Motorsports         | Chevrolet   | Rapport |
| 13 | UAW-GM Teamwork 500         | Jeff Gordon       | Jeff Gordon       | Jeff Gordon     | Hendrick Motorsports         | Chevrolet   | Rapport |
| 14 | Miller 400                  | Bobby Hamilton    | Sterling Marlin   | Rusty Wallace   | Penske Racing South          | Ford        | Rapport |
| 15 | Pepsi 400                   | Jeff Gordon       | Sterling Marlin   | Sterling Marlin | Morgan-McClure Motorsports   | Chevrolet   | Rapport |
| 16 | Jiffy Lube 300              | Ricky Craven      | Jeff Gordon       | Ernie Irvan     | Yates Racing                 | Ford        | Rapport |
| 17 | Miller 500                  | Mark Martin       | Mark Martin       | Rusty Wallace   | Penske Racing South          | Ford        | Rapport |
| 18 | Diehard 500                 | Jeremy Mayfield   | Dale Earnhardt    | Jeff Gordon     | Hendrick Motorsports         | Chevrolet   | Rapport |
| 19 | Brickyard 400               | Jeff Gordon       | Johnny Benson Jr. | Dale Jarrett    | Yates Racing                 | Ford        | Rapport |
| 20 | The Bud at The Glen         | Dale Earnhardt    | Dale Earnhardt    | Geoff Bodine    | Geoff Bodine Racing          | Ford        | Rapport |
| 21 | GM Goodwrench Dealer 400    | Jeff Burton       | Mark Martin       | Dale Jarrett    | Yates Racing                 | Ford        | Rapport |
| 22 | Goody's Headache Powder 500 | Mark Martin       | Rusty Wallace     | Rusty Wallace   | Penske Racing South          | Ford        | Rapport |
| 23 | Mountain Dew Southern 500   | Dale Jarrett      | Hut Stricklin     | Jeff Gordon     | Hendrick Motorsports         | Chevrolet   | Rapport |
| 24 | Miller 400                  | Mark Martin       | Jeff Gordon       | Ernie Irvan     | Yates Racing                 | Ford        | Rapport |
| 25 | MBNA 500                    | Bobby Labonte     | Jeff Gordon       | Jeff Gordon     | Hendrick Motorsports         | Chevrolet   | Rapport |
| 26 | Hanes 500                   | Bobby Hamilton    | Bobby Hamilton    | Jeff Gordon     | Hendrick Motorsports         | Chevrolet   | Rapport |
| 27 | Tyson Holly Farms 400       | Ted Musgrave      | Jeff Gordon       | Jeff Gordon     | Hendrick Motorsports         | Chevrolet   | Rapport |
| 28 | UAW-GM Quality 500          | Bobby Labonte     | Terry Labonte     | Terry Labonte   | Hendrick Motorsports         | Chevrolet   | Rapport |
| 29 | AC Delco 400                | Dale Jarrett      | Dale Jarrett      | Ricky Rudd      | Rudd Performance Motorsports | Ford        | Rapport |
| 30 | Dura Lube 500               | Bobby Labonte     | Mark Martin       | Bobby Hamilton  | Petty Enterprises            | Pontiac     | Rapport |
| 31 | Napa 500                    | Bobby Labonte     | Bobby Labonte     | Bobby Labonte   | [[]]                         | Chevrolet   | Rapport |

## Slutställning

### Förarmästerskapet
| Plats | Förare               | Poäng |
| ----- | -------------------- | ----- |
| 1     | Terry Labonte        | 4657  |
| 2     | Jeff Gordon          | 4621  |
| 3     | Dale Jarrett         | 4568  |
| 4     | Dale Earnhardt       | 4327  |
| 5     | Mark Martin          | 4278  |
| 6     | Ricky Rudd           | 3845  |
| 7     | Rusty Wallace        | 3717  |
| 8     | Sterling Marlin      | 3682  |
| 9     | Bobby Hamilton       | 3639  |
| 10    | Ernie Irvan          | 3632  |
| 11    | Bobby Labonte        | 3590  |
| 12    | Ken Schrader         | 3540  |
| 13    | Jeff Burton          | 3538  |
| 14    | Michael Waltrip      | 3535  |
| 15    | Jimmy Spencer        | 3476  |
| 16    | Ted Musgrave         | 3466  |
| 17    | Geoff Bodine         | 3218  |
| 18    | Rick Mast            | 3190  |
| 19    | Morgan Shepherd      | 3133  |
| 20    | Ricky Craven         | 3078  |
| 21    | Johnny Benson        | 3004  |
| 22    | Hut Stricklin        | 2854  |
| 23    | Lake Speed           | 2834  |
| 24    | Brett Bodine         | 2794  |
| 25    | Wally Dallenbach Jr. | 2786  |
| 26    | Jeremy Mayfield      | 2721  |
| 27    | Kyle Petty           | 2696  |
| 28    | Kenny Wallace        | 2694  |
| 29    | Darrell Waltrip      | 2657  |
| 30    | Bill Elliott         | 2627  |
| 31    | John Andretti        | 2621  |
| 32    | Robert Pressley      | 2485  |
| 33    | Ward Burton          | 2411  |
| 34    | Joe Nemechek         | 2391  |
| 35    | Derrike Cope         | 2374  |

### Märkesmästerskapet
| Pos     | Tillverkare | Vinster | Poäng |
| ------- | ----------- | ------- | ----- |
| 1       | Chevrolet   | 17      | 233   |
| 2       | Ford        | 13      | 223   |
| 3       | Pontiac     | 1       | 133   |
| Källor: |             |         |       |